# Pintor de Scheurleer
El Pintor de Scheurleer fue un pintor de vasos griegos activo en Atenas c. 530-500 a. C.
Fue uno de los primeros pintores de kílices de figuras rojas que estuvieron activos más o menos al mismo tiempo que el llamado Grupo pionero del estilo de figuras rojas. Al igual que los demás pintores de kílices, no probó las posibilidades de la nueva técnica con la misma profundidad que los representantes del Grupo pionero, debido a la superficie de trabajo comparativamente más pequeña de los kílices, tanto el interior (tondo) como las dos caras exteriores. No obstante, también ellos contribuyeron al éxito del nuevo estilo. Pintó principalmente copas de ojos bilingües y copas de ojos con palmetas, con los tondi generalmente decorados en rojo y los exteriores en negro. La calidad de sus composiciones no puede competir con la de los mejores pintores de kílices de su época, especialmente las proporciones y los detalles de sus composiciones son inferiores a los de los mejores pintores de vasos. Prefiere mostrar a atletas y guerreros individuales en sus escenas de interior. El esquema de decoración habitual, rojo en el interior, negro en el exterior, lo invirtió varias veces en sus obras, algunas piezas las pintó completamente en el nuevo estilo. Su nombre no se ha transmitido, por lo que John Beazley lo distinguió con un nombre convenido. Recibió este nombre por su vaso epónimo, una copa de ojos de la antigua colección del Museo Arqueológico Scheurleer, fundado por Constant Willem Lunsingh Scheurleer, cuya colección ha pasado al Museo Allard Pierson de Ámsterdam.